# 梅廷根
梅廷根是德国北莱茵-威斯特法伦州的一个市镇。总面积40.60平方公里，总人口12053人，其中男性5889人，女性6164人（2011年12月31日），人口密度297人/平方公里。